# Chefu'
Chefu’ este un film românesc din 2012 regizat de Adrian Sitaru. Rolurile principale au fost interpretate de actorii Tania Filip, Clara Vodă, Natașa Raab.

## Distribuție
Distribuția filmului este alcătuită din:
- Clara Vodă
- Tania Filip
- Elena Ivanca
- Natașa Raab
- Emilian Mârnea